# Killannur
Killannur es una ciudad censal situada en el distrito de Thrissur en el estado de Kerala (India). Su población es de 20339 habitantes (2011).

## Demografía
Según el censo de 2011 la población de Killannur era de 20339 habitantes, de los cuales 9910 eran hombres y 10429 eran mujeres. Killannur tiene una tasa media de alfabetización del 95,24%, superior a la media estatal del 94%: la alfabetización masculina es del 96,68%, y la alfabetización femenina del 93,88%.